# Pacritinib
Le pacritinib, vendu sous le nom de marque Vonjo, est un médicament utilisé pour traiter la myélofibrose .

## Mode d'action
Il s'agit d'un inhibiteur de kinase qui bloque l'action de la Janus kinase 2  et de la fms-like tyrosine kinase 3\CD135 .

## Usage médical
Il est particulièrement utilisé chez les personnes dont le quantité de plaquettes est inférieur à 50 × 10 9 /L et chez lesquelles il diminue la taille de la rate . Ce médicament est pris par voie orale.

## Effets secondaires
Les effets secondaires de ce médicament comprennent la diarrhée, une faible numération plaquettaire, des nausées, une faible hémoglobine ou des jambes enflées. D’autres effets secondaires peuvent inclure des saignements, un allongement de l’intervalle QT, une thrombose veineuse profonde, un cancer ou une infection. Son utilisation n'est pas recommandée chez les personnes souffrant de problèmes hépatiques ou rénaux importants.

## Histoire
Le médicament a été approuvé pour un usage médical aux États-Unis en 2022. Sa demande d'approbation en Europe a été retirée en 2017 en raison de craintes d'aggravation des résultats. Aux États-Unis, un mois de médicaments coûte environ 23 000 dollars américains en 2022.